# Botuli Bompunga
Botuli Padou Bompunga (Kinshasa, 30 gennaio 1992) è un calciatore congolese (Repubblica Democratica del Congo), difensore dell'Al-Sareeh.

## Carriera

### Nazionale
Tra il 2015 ed il 2018 ha giocato 20 partite con la nazionale congolese, segnando anche due gol.

## Palmarès

### Club

#### Competizioni nazionali
- Campionato congolese (Repubblica Democratica del Congo): 2

Vita Club: 2014-2015, 2017-2018